# Amerykańskie okręty podwodne typu Barracuda
Okręty podwodne typu Barracuda – amerykański typ trzech dużych okrętów podwodnych ukończonych w latach 1924-1925. Jednostki typu Barracuda były pierwszymi okrętami serii określanej czasem jako "B-boats" lub "V-boats". Jakkolwiek przy ich konstrukcji wykorzystano doświadczenia z operacji okrętów podwodnych w trakcie I wojny światowej, okręty tego typu nie były całkowicie udanymi jednostkami – stwarzały trudności w manewrowaniu, a ich zdolność operacyjna była ograniczona przez aranżację wnętrza. Problemy te spowodowały, że w 1937 roku wyłączono je ze służby aż do II wojny światowej, kiedy zaczęły służyć jako podwodne transportowce, pod desygnacjami "APS-2", "APS-3" oraz "APS-4".
|                                | USS Barracuda (SS-163) | USS Bass (SS-164)    | USS Bonita (SS-165) |
| ------------------------------ | ---------------------- | -------------------- | ------------------- |
| Początek budowy                | 20 października 1921   | 20 października 1921 | 16 listopada 1921   |
| Wodowanie                      | 17 lipca 1924          | 27 grudnia 1924      | 9 czerwca 1925      |
| Przyjęcie do służby            | 1 października 1924    | 26 września 1925     | 22 maja 1926        |
| Przeniesienie co rezerwy       | 14 maja 1937           | 9 czerwca 1937       | 4 czerwca 1937      |
| Przywrócenie do służby         | 5 września 1940        | 5 września 1940      | 5 września 1940     |
| Ostateczne wycofanie ze służby | 3 marca 1945           | 3 marca 1945         | 3 marca 1945        |